# Шахбокс

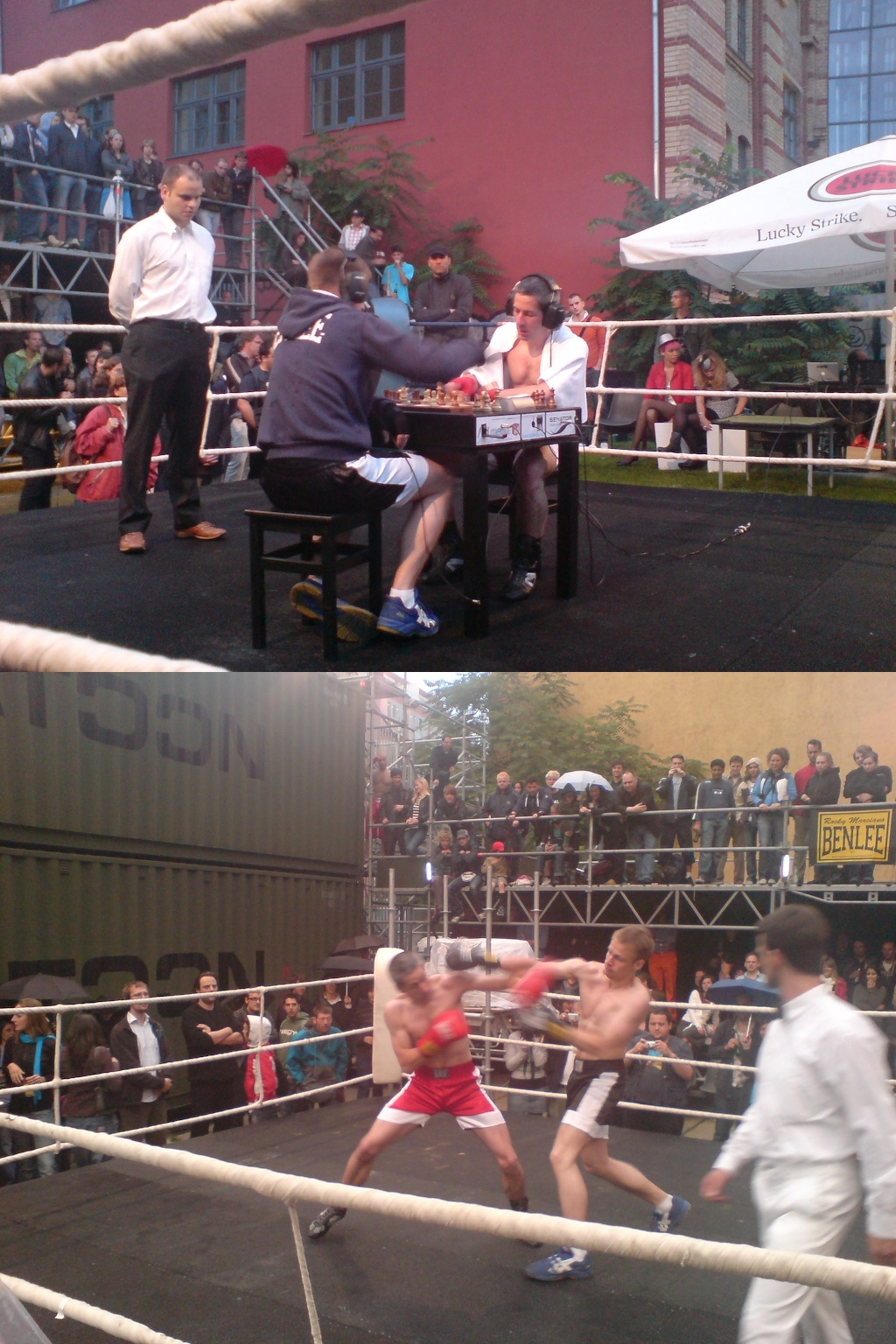
Поєдинок у Берліні (2007)

Шахбокс (Шахобокс) — вид спорту, що поєднує шахи та бокс.
Цей вид спорту популяризував голландець Іпе Рубінґ, який і став першим чемпіоном світу з шахбоксу в середній вазі на турнірі в Амстердамі 2003 року. 2005 року проведено перший чемпіонат Європи: у бою за титул чемпіона болгарин Тихомир Тичко переміг німця Андреаса Шнайдера.
2007 року чемпіоном світу став німець Франк Штольдт, який переміг американця Девіда Депто.
Особливо цей вид спорту популярний у Європі. Берлінський і лондонський клуби — найчисельніші шахбоксерські клуби у світі.

## Правила
Поєдинок триває 11 раундів: 6 раундів шахів і 5 раундів боксу, що чергуються.
Правила партії в шахи ґрунтуються на правилах ФІДЕ для швидких шахів, а боксу — на правилах змагань з любительського боксу:
Тривалість раунду шахів — 4 хвилини. Тобто кожен гравець має час 12 хвилин на всю партію.
Раунд боксу триває 2 хвилини.

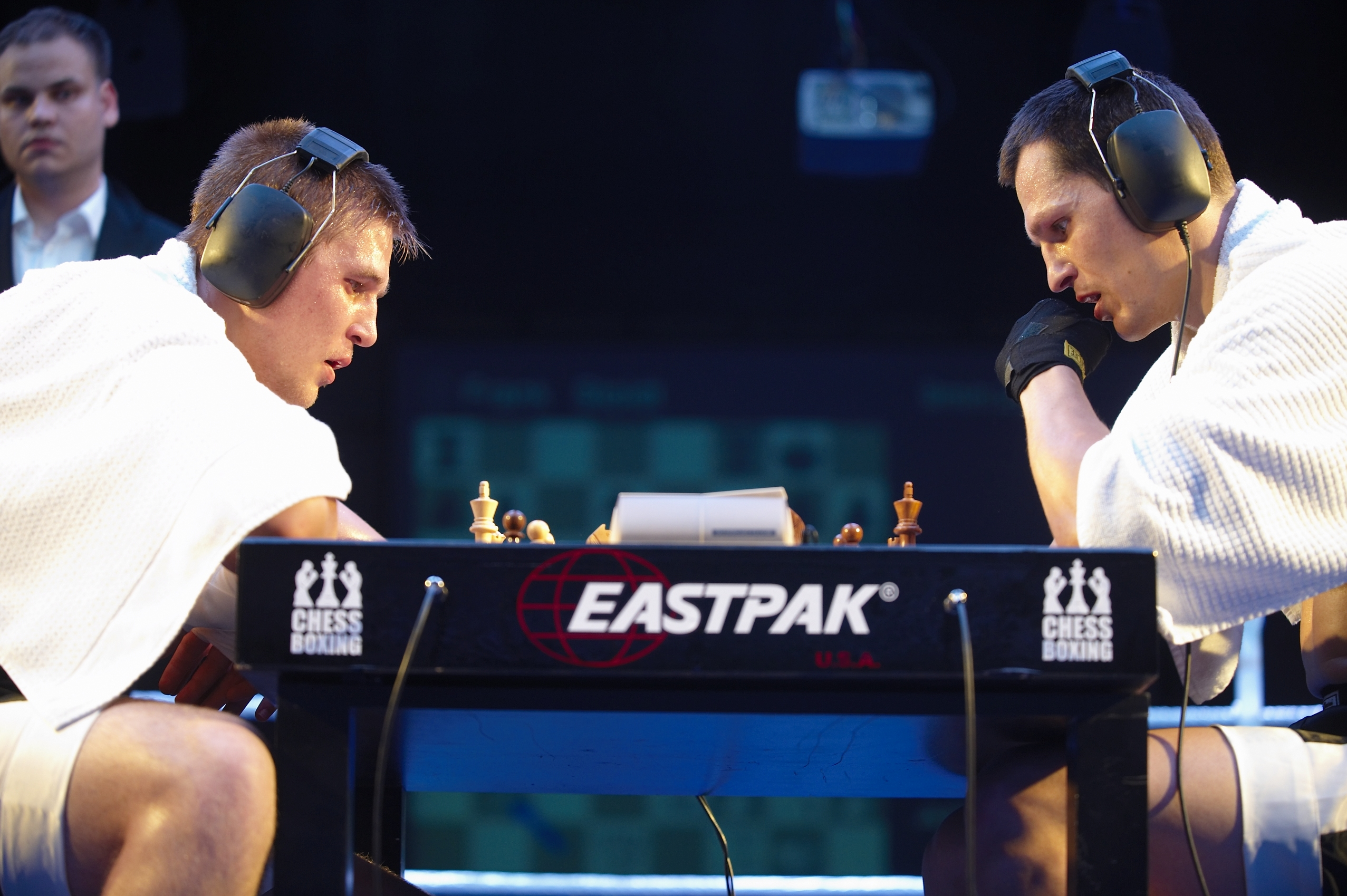
Зліва — чемпіон світу 2008 у напівважкій вазі Микола Сажин (Росія)

Між раундами є 1-хвилинна перерва, впродовж якої суперники мають надягнути/скинути боксерські рукавиці й пересісти за шахівницю. Зазвичай, під час раундів у шахи гравці сидять у великих навушниках, щоб їм не заважали вигуки глядачів.
Перемогу присуджують:
- у шахових раундах
  - мат
  - якщо суперник перевищив ліміт часу на обдумування ходу
- у боксерських раундах
  - нокаут
  - припинення бою рішенням суддів.

Після того, як хтось отримав перемогу, поєдинок припиняють. Якщо партія в шахи закінчується нічиєю (пат або за згодою сторін), то перемогу віддають тому, хто набрав більше очок від суддів за раунди боксу. Якщо і в боксерських раундах суперники наберуть рівну кількість очок, премагає той, хто грав у шахи чорними фігурами.